# アレクサンドル・デシャペル
アレクサンドル・デシャペル（Alexandre-Louis-Honoré Lebreton-Deschapelles、1780年3月7日 - 1847年10月27日）は、フランスのチェスプレーヤーである。ホイストのプレーヤーとしても有名であった。

## 生涯
フランソワ＝アンドレ・ダニカン・フィリドール亡き後、非公式のチェスの世界チャンピオンとして名を馳せ、デシャペルが勝負して負けた相手といえばわずかにイギリスのウィリアム・レーウィスただ1人であったといわれている。また、若手のプレーヤーを育てる事にも力を注いだことでも知られている。デシャペルに育てられたプレーヤーの1人に、デシャペルに続いてフランスのチェスの名を高めたルイ・ド・ラ・ブルドンネがいる。
金田英二が著した『チェス入門』によるとデシャペルが没したのは1823年となっているが、これは誤りで、デシャペルは1847年10月27日に67歳で没している。